# Беэри

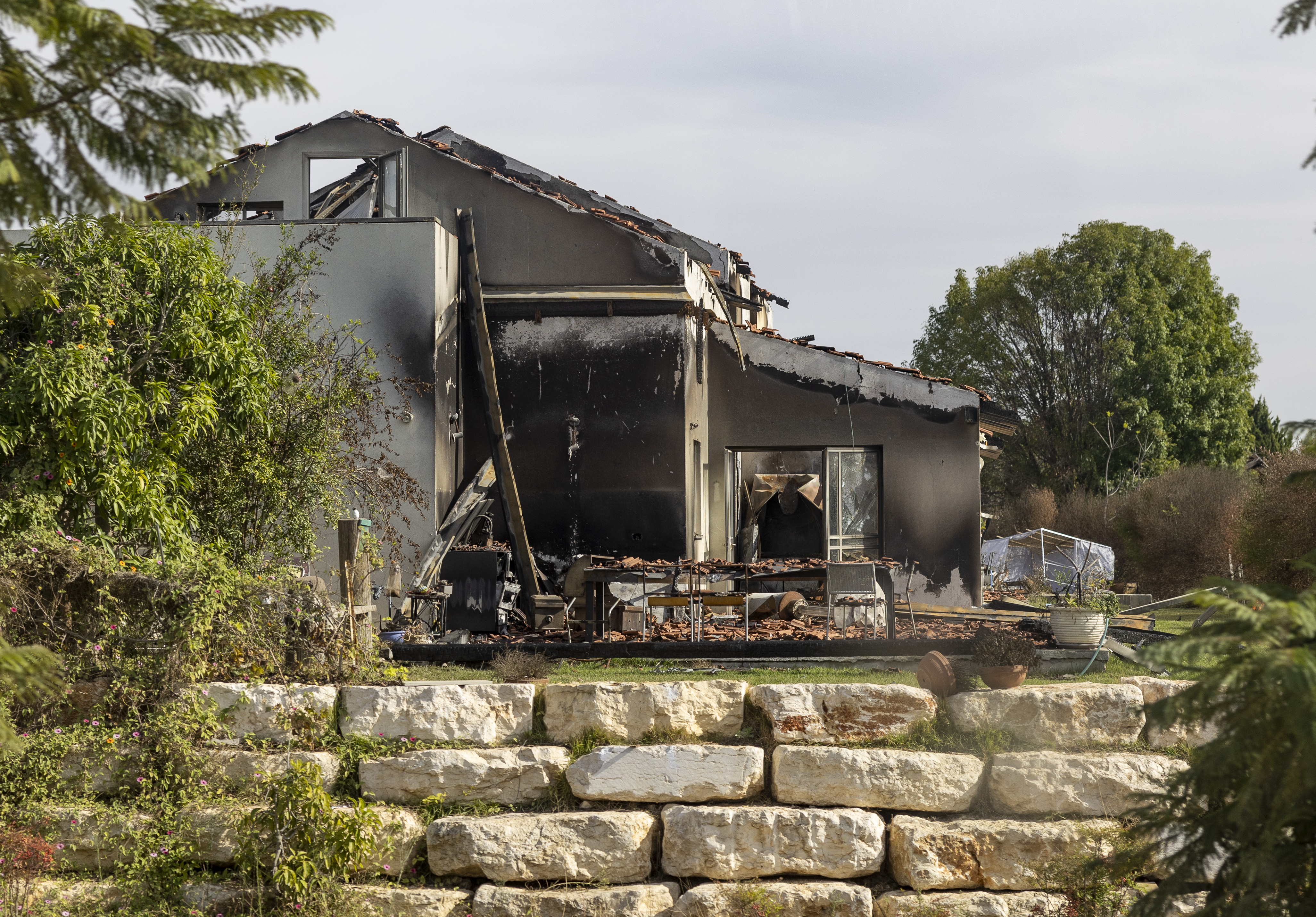
Беэри. Последствия 7 октября

Беэри (ивр. בארי‎) — израильский кибуц, расположенный недалеко от границы с сектором Газа. Административно относится к региональному совету Эшколь.

## История
Кибуц был основан в Йом-Киппур 1946 года с 5 на 6 октября во время операции «11 населённых пунктов» в пустыне Негев. Тогда он располагался вблизи Вади-Нахабир, в нескольких километрах к югу от Беэрот-Ицхак. Его основали участники движения «Ха-Ноар Ха-Овед Ве-ха-Ломед» (Федерация рабочей и учащейся молодёжи, которых готовили в кибуце Маоз-Хаим, а также у еврейских бойскаутов. Своё название кибуц получил в честь Берла Кацнельсона: «Беэри» был его литературным псевдонимом.
В 1947 году население Беэри составляло более 150 человек, и перед Арабо-израильской войной 1947—1949 годов поселенцы занимались освоением целинных земель и посадкой деревьев. Участники кибуца пополнились молодыми еврейскими переселенцами из Ирака, перешедшими через пустыню. Во время войны за независимость Израиля Беэри был атакован египетскими частями, в результате чего он был полностью отрезан от других еврейских сил, но выстоял до освобождения Негева в октябре 1948 года.
После провозглашения независимости Израиля в 1948 году кибуц был перенесён на 3 километра юго-восточнее на его нынешнее место. Традиционно это один из самых богатых кибуцев в Израиле. В 2000 после начала Интифады Аль-Аксы он пострадал от обстрелов ракетами «Кассам» и в результате стычки у барьера Израиль — сектор Газа в восьми километрах от него.
В течение этих лет кибуц Беэри принимал много добровольцев. Наиболее известной из их числа является член Конгресса США и кандидатка в президенты США 2012 года Мишель Бахман, работавшая в кибуце в 1974 году.
7 октября 2023 года во время нападения ХАМАС на Израиль боевики ХАМАС проникли в Беэри и взяли в заложники неизвестное количество израильтян. Было также убито более 130 человек. В этом нападении участвовали не только боевики, но и простые жители Газы, в том числе дети, женщины и старики, которые грабили дома и воровали игрушки.

## Население
По данным Центрального статистического бюро Израиля, население на начало 2020 года составляло 1 049 человек.

## Достопримечательности
Примерно в четырёх километрах севернее находится памятник Австралийскому и Новозеландскому армейскому корпусу (АНЗАК), посвящённый памяти бойцов АНЗАК, погибших в Третьем сражении за Газу (англ. Third Battle of Gaza) во время Первой мировой войны.

## Галерея

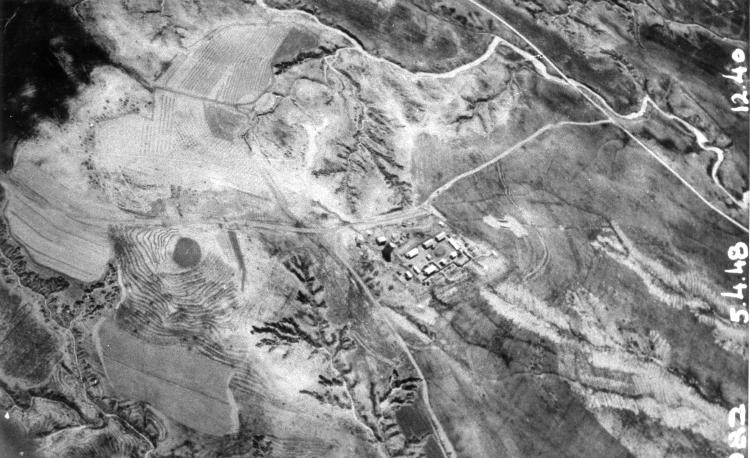
Кибуц Беэри в 1948 году
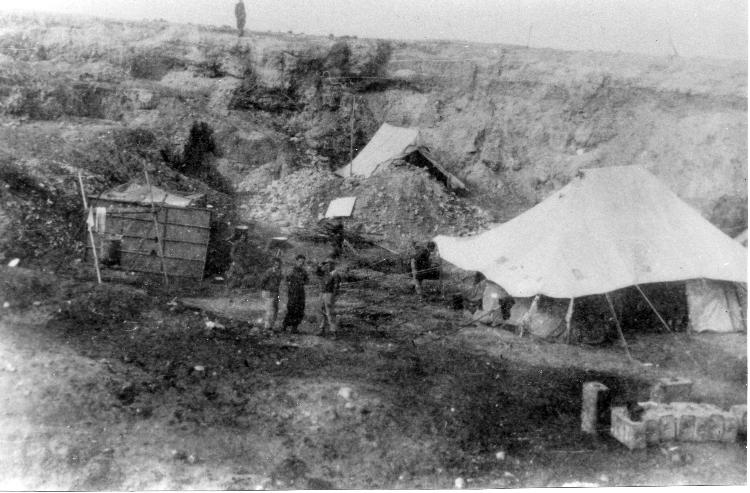
Бригада Йифтах позиция недалеко от Беэри в 1948 году
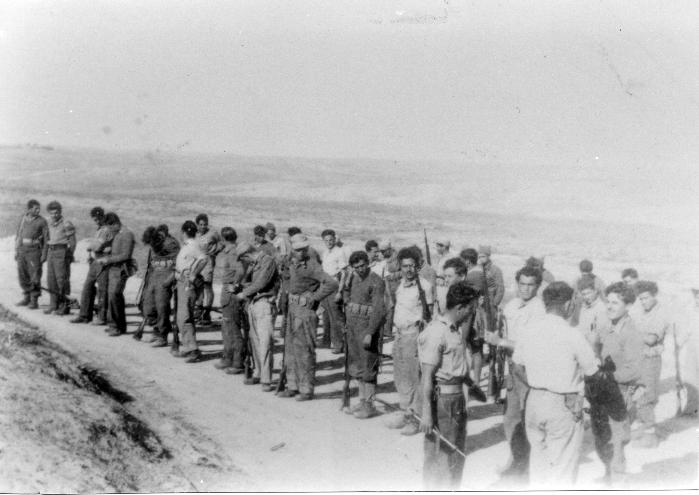
Члены Бригады Йифтах роты «Д» собрались в Беэри в 1948 году
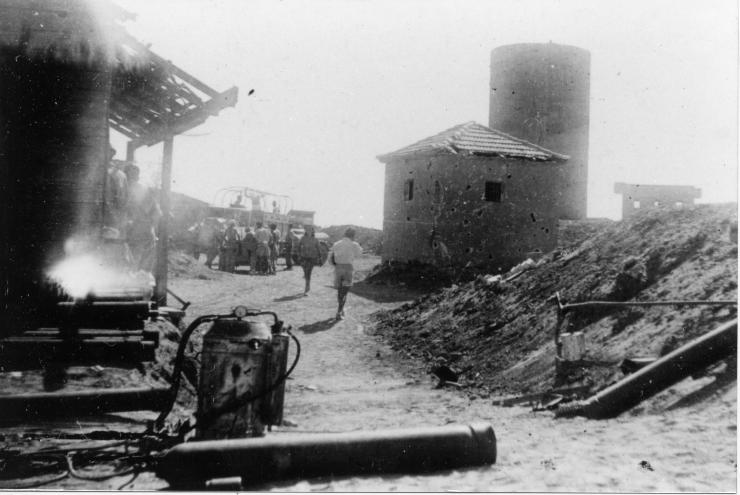
Киббуц Беэри после боев в 1948 году